# 長内則昭

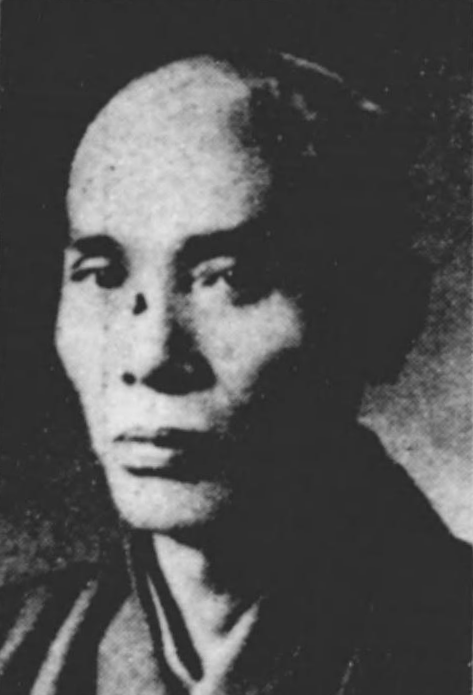
長内則昭

長内 則昭（おさない のりあき、1869年4月23日（明治2年3月12日） - 1937年（昭和12年）5月17日）は、明治から昭和時代初期の政治家。衆議院議員（1期）。

## 経歴
長内泰民の子として陸奥弘前藩領西津軽郡穂積村（青森県西津軽郡稲垣村を経て現つがる市）に生まれる。東奥義塾を経て弘前公立病院附属医学校に入る。1885年（明治18年）同校閉校に伴い東京慈恵医学専門学校に入学するが、政治家を志し中退し新聞記者となる。その後、北海道に渡り材木商を始めるが挫折し、帰郷する。また、日清戦争に従軍した。
1899年（明治32年）稲垣村助役、1903年（明治36年）郡議から青森県会議員に転じ、1906年（明治39年）第3代稲垣村長に就任する。1907年（明治40年）県議に落選したことをきっかけに上京し穀物取引の相場師となり中央財界や政界と繋がりを持つ。1917年（大正6年）4月の第13回衆議院議員総選挙に立憲民政党から出馬するも落選。その後、1928年（昭和3年）2月の第16回衆議院議員総選挙に青森県第2区から立憲政友会所属で出馬し当選し、衆議院議員を1期務めた。

## 親族
- 父：長内泰民（医師、稲垣村会議員）[3]
- 七男：長内和夫（俳優）[5]